# Myrmarachne wanlessi
Myrmarachne wanlessi là một loài nhện trong họ Salticidae.
Loài này thuộc chi Myrmarachne. Myrmarachne wanlessi được Edmunds & Jerzy Prószyński miêu tả năm 2003.